# Deanna Lockett
Deanna Lockett (* 13. November 1995 in Brisbane) ist eine australische Shorttrackerin.

## Werdegang
Lockett hatte ihr Weltcupdebüt im Oktober 2011 in Salt Lake City, welchen sie auf den 25. Rang über 1500 m beendete. Im folgenden Monat erreichte sie in Shanghai mit dem siebten Platz über 1000 m ihre erste Top-Zehn-Platzierung im Weltcup. Bei den Shorttrack-Weltmeisterschaften 2012 in Peking belegte sie den 38. Platz im Mehrkampf und den 20. Rang über 1500 m. Im folgenden Jahr gewann sie bei den Juniorenweltmeisterschaften in Warschau über 1500 m und im 1500-m-Superfinale die Bronzemedaille. Ihre beste Platzierung bei den Shorttrack-Weltmeisterschaften 2013 in Budapest war der 12. Platz über 1500 m. Bei ihrer ersten Olympiateilnahme 2014 in Sotschi kam sie auf den 26. Platz über 1500 m und auf den neunten Rang über 1000 m. In der Saison 2014/15 kam sie bei zehn Weltcupteilnahmen, sechs Mal unter den ersten zehn und erreichte damit den sechsten Platz im Weltcup über 1500 m. Bei den Weltmeisterschaften 2016 in Seoul belegte sie den jeweils den 25. Platz über 500 und 1000 m, den 24. Rang im Mehrkampf und den 15. Platz über 1500 m. Ihr bestes Resultat bei den Weltmeisterschaften 2017 in Rotterdam war der 12. Platz über 1500 m. In der Saison 2017/18 kam sie im Weltcupeinzel dreimal unter die ersten, darunter Platz drei über 1500 m in Budapest und erreichte damit den siebten Platz im Weltcup über 1500 m. Bei den Olympischen Winterspielen 2018 in Pyeongchang errang sie den 15. Platz über 1500 m.

## Persönliche Bestzeiten
| Disziplin | Zeit         | Datum            | Ort            |
| --------- | ------------ | ---------------- | -------------- |
| 500 m     | 43,839 s     | 25. Januar 2020  | Debrecen       |
| 1000 m    | 1:28,422 min | 3. November 2019 | Salt Lake City |
| 1500 m    | 2:19,629 min | 1. November 2019 | Salt Lake City |
| 3000 m    | 5:30,990 min | 31. August 2013  | Melbourne      |